# Nomada pallidelutea
Nomada pallidelutea är en biart som beskrevs av Swenk 1915. Nomada pallidelutea ingår i släktet gökbin, och familjen långtungebin. Inga underarter finns listade i Catalogue of Life.